# نيت رايت
نيت رايت (بالإنجليزية: Nate Wright)‏ هو لاعب كرة قدم أمريكية أمريكي، ولد في 21 ديسمبر 1947 في ماديسون في الولايات المتحدة.

## وصلات خارجية
- نيت رايت على موقع مرجع كرة القدم المحترفة.كوم (الإنجليزية)